# پادلتاون
پادلتاون (به انگلیسی: Puddletown) یک روستا و محله مدنی در بریتانیا است که در West Dorset واقع شده‌است. پادلتاون ۱٬۴۵۲ نفر جمعیت دارد.